# I figli del marchese Lucera
I figli del marchese Lucera è un film del 1938 diretto da Amleto Palermi, tratto dalla commedia omonima di Gherardo Gherardi.
Il film fu girato nell'estate all'interno dello stabilimento Scalera Appia di Roma; la pellicola uscì nelle sale nel dicembre  1938.